# Không ảnh

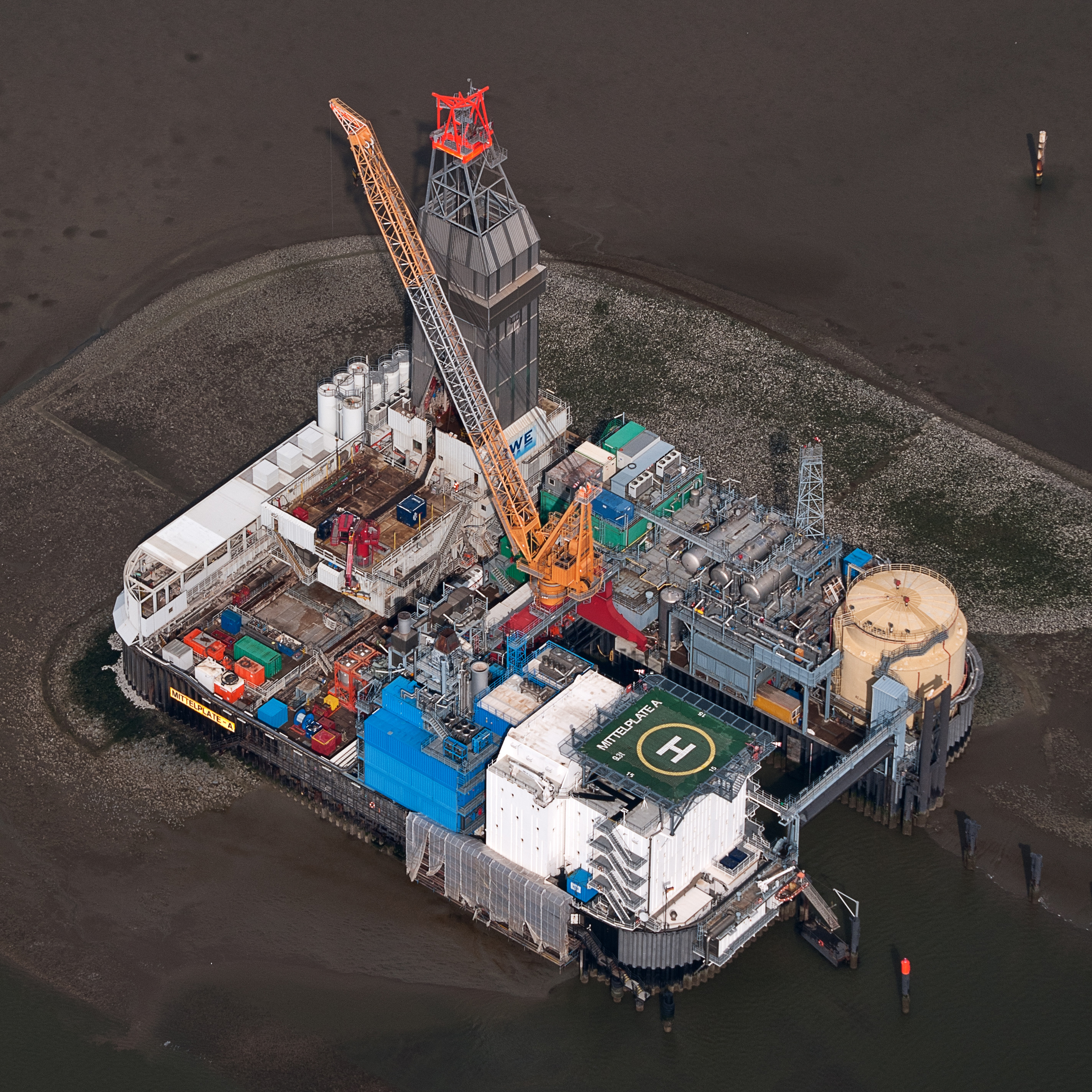
Giàn khoan Mittelplate ở Biển Bắc, nhìn xiên từ độ cao 500 mét.

Chụp ảnh trên không trung, Chụp ảnh trên không, Chụp ảnh từ không trung đề cập đến một thể loại nhiếp ảnh hoặc kỹ thuật trong đó ảnh chụp địa hình được chụp từ trên không khí (không trung) hoặc việc lấy hình ảnh của mặt đất từ một vị trí cao trực tiếp xuống. Thông thường các máy ảnh không được hỗ trợ bởi một cấu trúc trên mặt đất (có nghĩa là hoàn toàn tách rời khỏi mặt đất). Nền tảng cho chụp ảnh trên không bao gồm máy bay cánh cố định, trực thăng, máy bay không người lái (UAV), bóng bay, khí cầu, tên lửa, chim bồ câu, diều, dù, kính viễn vọng và các khí cụ, xe cộ có thể điều khiển được. Máy ảnh gắn kết có thể được kích hoạt từ xa hoặc tự động; hình ảnh cầm tay có thể được thực hiện bởi một nhiếp ảnh gia. Ảnh chụp được sẽ gọi là ảnh/hình chụp trên không, ảnh từ không trung hay gọi ngắn gọn là không ảnh.
Các bức ảnh ban đầu được thực hiện bằng bóng bay, diều buộc dây, Tàu bay Zeppelin và tên lửa, cũng như chụp ảnh bằng chim bồ câu, cho đến khi các loại máy bay có thể điều khiển được hơn cho những mục đích này.
Các thể loại liên quan đến chủ đề là chụp ảnh quỹ đạo, tạo ra các hình ảnh vệ tinh và với máy bay không người lái và chụp ảnh thiên văn.
Chụp ảnh trên không trung không nên nhầm lẫn với nhiếp ảnh không-đối-không, nơi mà một hoặc nhiều máy bay được sử dụng như máy bay đuổi theo và chụp ảnh máy bay khác trong chuyến bay.

## Một số ví dụ về không ảnh

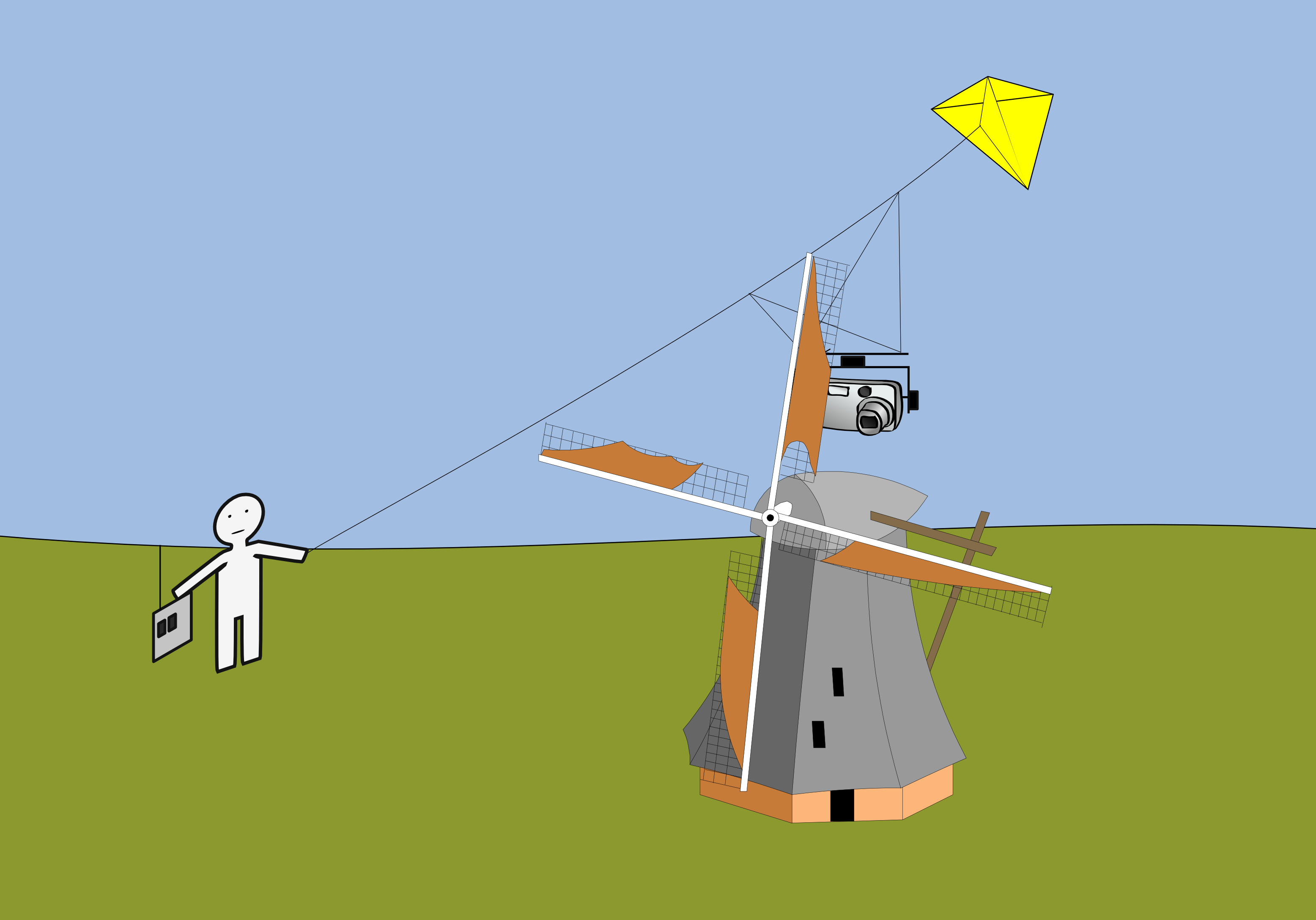
Ảnh minh họa về chụp ảnh bằng diều
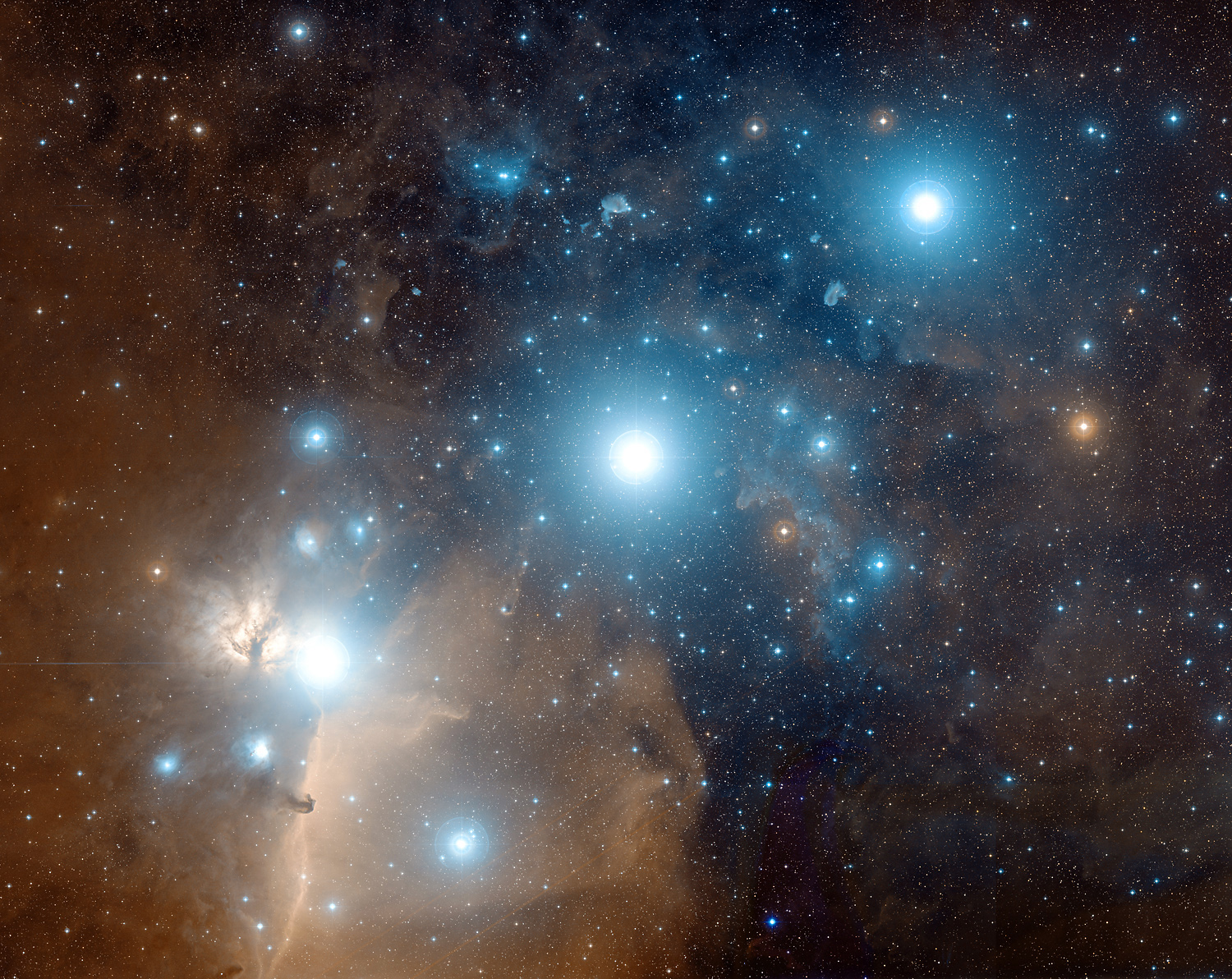
Ảnh thiên văn về vành đai Orion
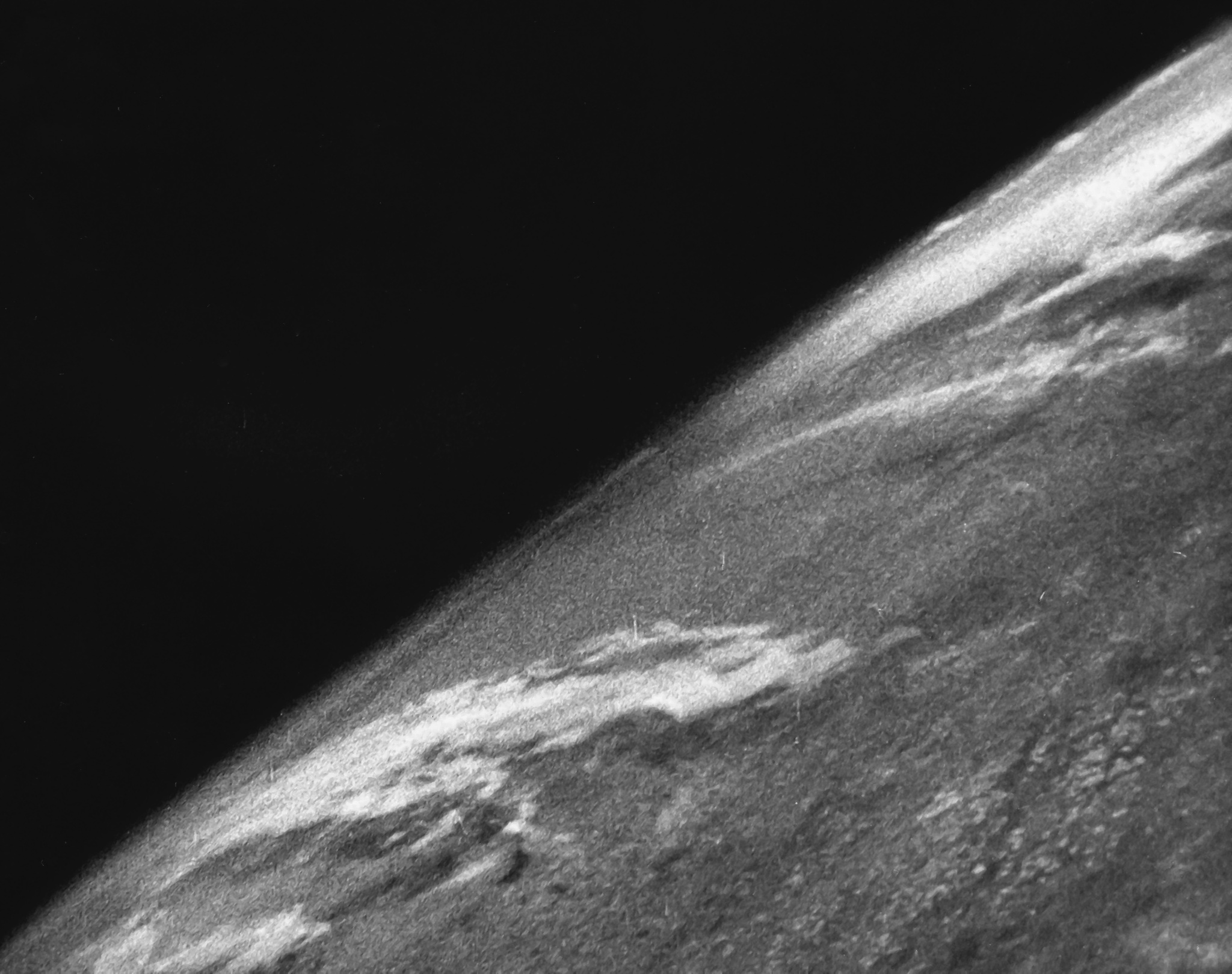
Những hình ảnh đầu tiên từ không gian được chụp trên chuyến bay tên lửa V-2 cận quỹ đạo do Mỹ đưa ra vào ngày 24 tháng 10 năm 1946.
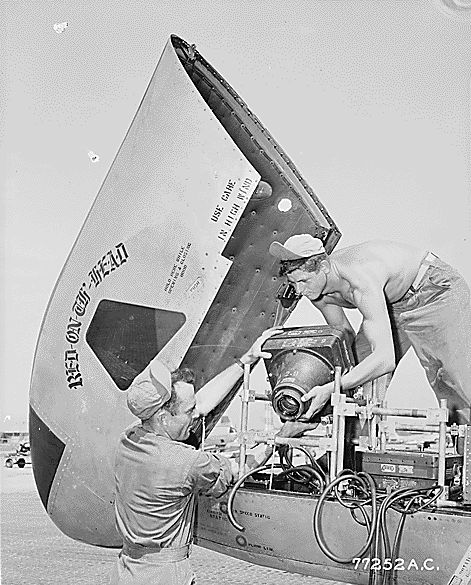
Chụp ảnh từ  trên không trung K-38 (tiêu cự 61 cm) trong một chiếc Lockheed RF-80A của Phi đội trinh sát chiến thuật thứ 15 tại Căn cứ không quân Taegu, Daegu 1950

Ví dụ
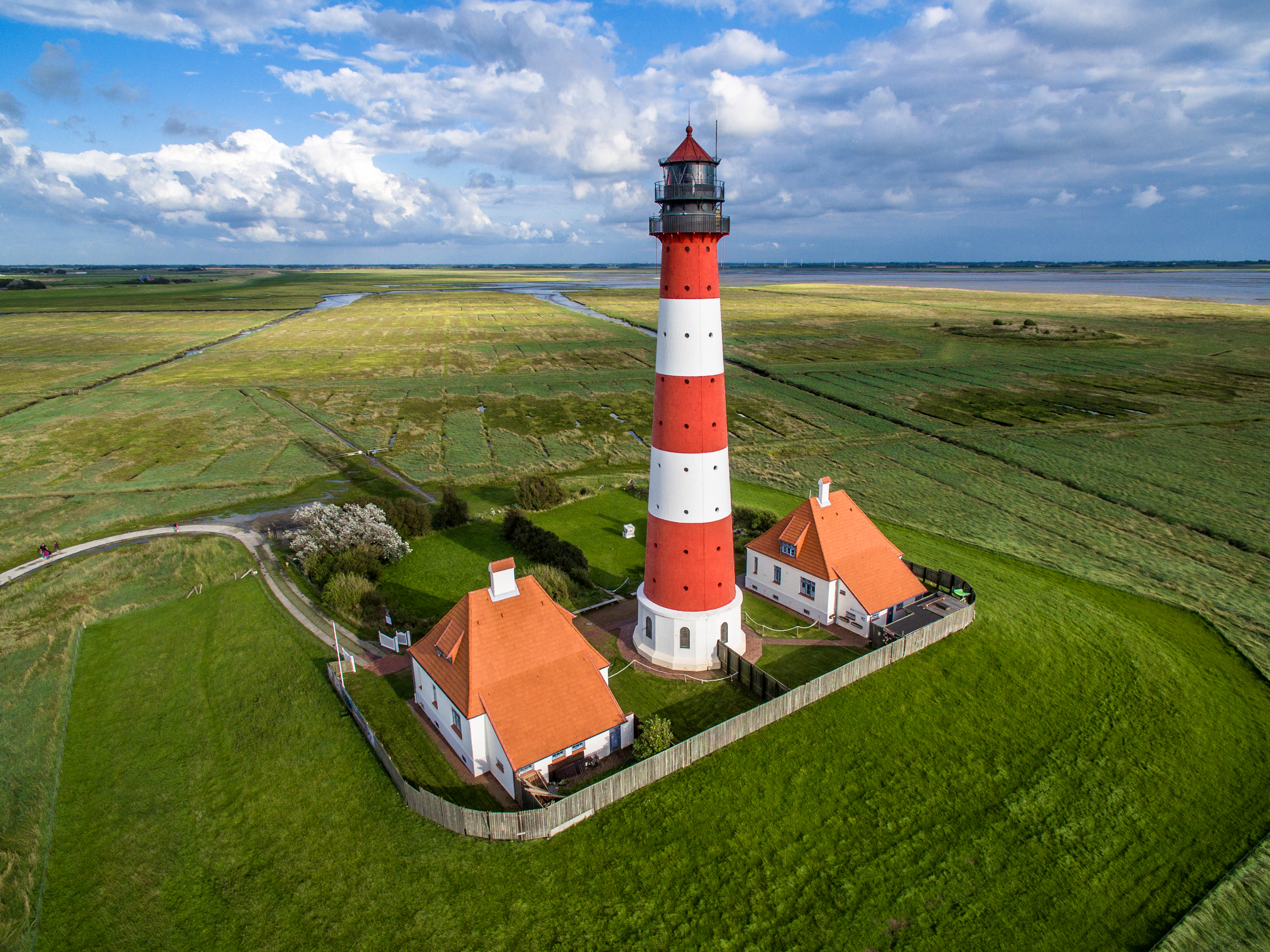
Ngọn hải đăng ở Westerheversand
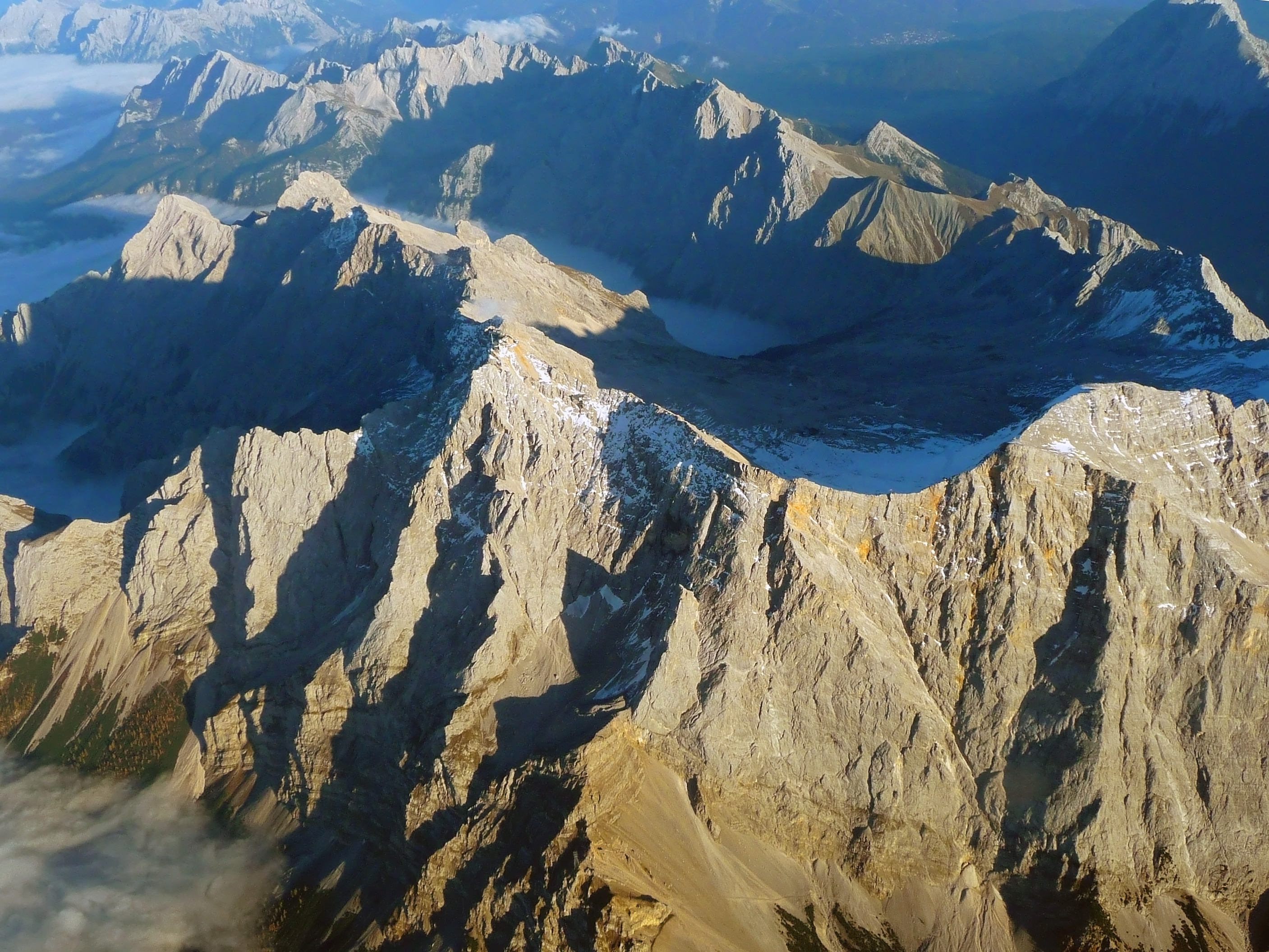
Zugspitze nhìn từ trên cao
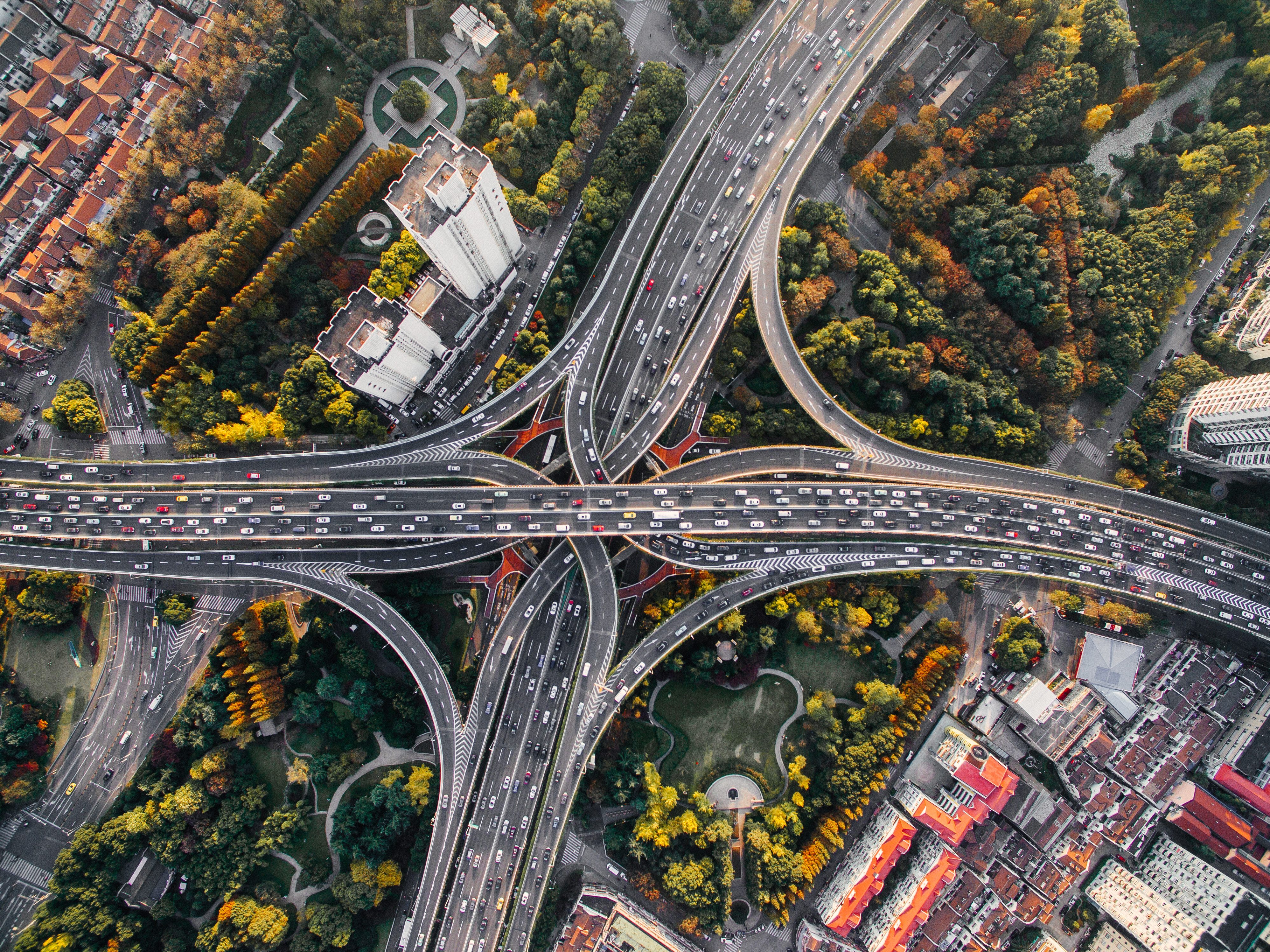
Giao lộ đường Yan'an East (Đông Diên An) ở Thượng Hải, Trung Quốc
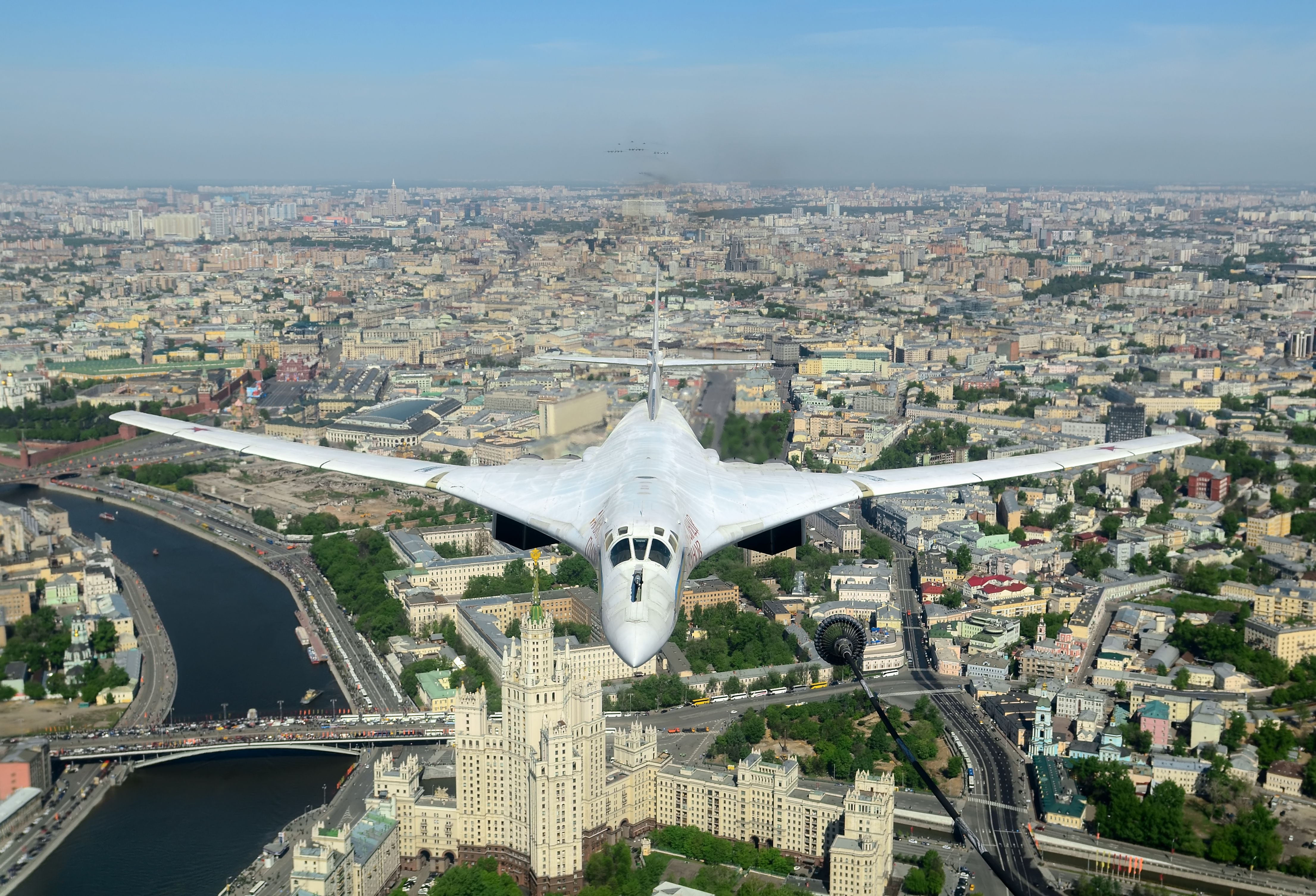
Tupolev Tu-160 bay ngang Moscow
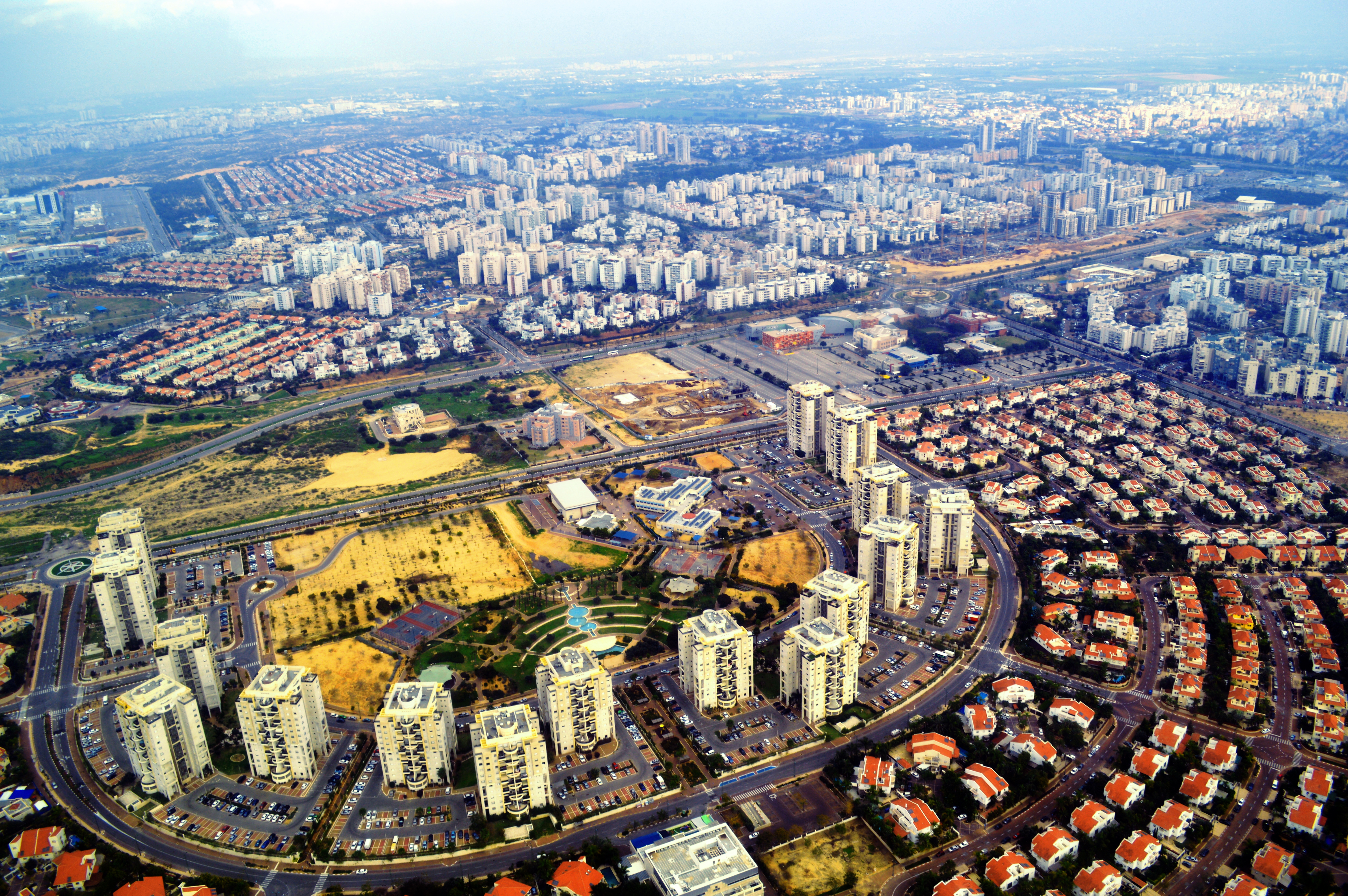
Phía tây Rishon LeZion, Israel